# La Sauvetat, Gers
La Sauvetat este o comună în departamentul Gers din sudul Franței. În 2009 avea o populație de 357 de locuitori.

## Evoluția populației
| An        | 1975 | 1982 | 1990 | 1999 | 2006 | 2009 |
| --------- | ---- | ---- | ---- | ---- | ---- | ---- |
| Populație | 436  | 357  | 342  | 335  | 361  | 357  |